# Michaela Gautam
Michaela Gautam (* 25. ledna 1987), známá také jako Mysha, je podnikatelka, autorka pěti knih a zakladatelka neziskové organizace, která pomáhá potřebným dětem v Nepálu. Podle motta „Kdo nežije pro někoho, jako by sám nežil“ přispívá mimo vlastní organizaci na projekty ostatních, např. 1000 statečných (pomoc onkologicky nemocným dětem), matkám v nouzi v Česku a také uprchlíkům.

## Osobní život a začátky kariéry
Michaela Gautam se narodila v Bratislavě, gymnázium vystudovala v Brně a poté pracovala v Praze jako novinářka. Dálkově vystudovala ekonomii, na anglo-americké škole nedokončila sociální vědy. Jako novinářka pojala skepsi k médiím. Několik článků jí kvůli zvýšení čtenosti v zásadních bodech přepsali, a tak se rozhodla, že takto vedeného mediálního světa nadále nechce být součástí.

Celkem procestovala asi 50 zemí světa. Ve 20 letech se vydala na rok na zkušenou do Anglie, odkud vydávala cestovatelské články v českých médiích. Ve 21 letech odjela na půl roku do Nepálu učit angličtinu jako dobrovolnice a po počátečním rozčarování z tamních podmínek ve vesnických školách, kdy přemýšlela o návratu zpět do Česka, změnilo setkání s chlapcem Sanjayem. Od té doby chtěla pro nepálské děti udělat mnohem víc. 
„Má beznaděj se z vteřiny na vteřinu promění v nezdolné odhodlání. Kdyby tehdy bylo zapotřebí holýma rukama tu školu kámen po kameni rozebrat a přestavět, jsem si jistá, že bych to zvládla. Naštěstí to potřeba nebylo. Stačilo popadnout Sanjaye za ruku a vrátit se s ním z kopce dolů do vesnice“ Ředitele jsme přesvědčili změnit způsob výuky z biflování v zábavu.“  Michaela Gautam, Mé nepálské lásky, 2018.
Roli učitelky a nepálské děti si zamilovala a začala za ně pociťovat zodpovědnost. Představa, že by se po půl roce měla sbalit, vrátit do Česka a všechny děti tam zanechat pro ni začala být nepřijatelná.
„Uvědomuju si stále jasněji, že za [moje děti] začínám cítit zodpovědnost. Co s nimi bude, až se vrátím do Česka?“ Michaela „Mysha“ Gautam, Mé nepálské lásky, 2018.
Do Česka se již vrátila s plánem založit neziskovou organizaci a následně vybudovala v Nepálu dětský domov, poskytovala nepálským dětem kvalitní vzdělání s cílem pomoci jim tak k lepší budoucnosti. V průběhu několika let zajistila domov a/nebo vzdělání více něž 100 dětem. 
Michaela Gautam je vdaná a má tři syny, Thea, Lea a Mathea.

## Obchodní činnost
Po návratu do Česka začala Michaela Gautam organizovat sbírky mezi přáteli, později se nezisková organizace, tehdy pod jménem Nepálčata, o. s. rozrůstala. Mysha však stále uvažovala, jak děti finančně zajistit dlouhodobě, což ji inspirovalo k podnikání; zároveň sama nechtěla být závislá na sponzorských darech a brát si z nich plat. Založila proto obchod s nepálskou módou, původně pod jménem Thao, kterou následně přejmenovala tak, aby nesla její jméno: Michaela Gautam. Stránky s původním názvem společnosti byly v dubnu 2022 stále dostupné. 
„Obchod jsem založila, protože mi bylo hloupé mít neziskovku a brát si z ní plat. Nebyla jsem morálně schopná říct si, kolik si mám brát. Takže prodávám oblečení […] a přispíváme ze zisku. To pokrývá většinu výdajů domova v Nepálu. Samozřejmě, když chce někdo přispět, tak se nebráníme. Někdo dá 500 Kč, občas přijde i 50 000. Dobře, to se stává málokdy.“ Michaela Gautam v rozhovoru s Danielou Drtinovou DVTV, 12.6.2017 
Obchod s nepálskou módou Michaely Gautam začal rychle růst, až v roce 2013 dosáhl obratu přes 50 milionů korun a stal se tak hlavním sponzorem její neziskové organizace. Sponzorům neziskové organizace Michaely Gautam tak mohla zaručit, že 100 % jejich příspěvku doputuje přímo na pomoc dětem v Nepálu, neboť provozní náklady se zcela hradily z výdělků e-shopu. Hlavní myšlenkou celého projektu bylo „pomáhat, kde je třeba“ a to nepřetržitě, konstantně a bez ohledu na aktuální politické události ve světě. Michaela Gautam se rovněž podílí na podpoře místních českých dobročinných organizací, jako je například materiální a finanční pomoc matkám v nouzi.
V roce 2014 byl e-shop Michaely Gautam nominován na prestižní cenu Křišťálová lupa v kategorii E-commerce inspirace.

## Autorská činnost
Michaela Gautam vydala pět knih, z nichž se všechny staly národními bestsellery. Její životopisný román Mé nepálské lásky (2018) získal přes 50 000 čtenářů.
- Mé nepálské lásky, 2018, ISBN 978-80-270-4342-2
- Mé nepálské trable, 2019, ISBN 978-80-270-6386-4
- Mé nepálské lásky v obrazech, 2019, ISBN 9788027050857
- Kuchařka šmrncnutá Nepálem a Indií, 2021, ISBN 978-80-270-8557-6
- Leo a Yetti, Pohádky z Nepálu, 2021, ISBN 978-80-908-4201-4